# جان دوريون
جان دوريون هو سياسي كندي، ولد في 17 أغسطس 1942 في مونتريال في كندا. حزبياً، نشط في الكتلة الكيبيكية. وقد انتخب عضو مجلس العموم الكندي.